# Call Me If You Get Lost
Call Me If You Get Lost (стилизовано под маюскул; с англ. — «Позвони мне, если ты потерялся») — седьмой студийный альбом американского рэпера, певца, автора песен и продюсера Tyler, the Creator. Он был выпущен 25 июня 2021 года на лейбле Columbia Records. Альбом содержит гостевые участия от 42 Dugg, Ty Dolla Sign, YoungBoy Never Broke Again, Лила Уэйна, Teezo Touchdown, Domo Genesis, Brent Faiyaz, Fana Hues, Daisy World, Lil Uzi Vert и Фаррелла Уильямса.
Альбом знаменует собой отход от более лёгкой и соуловой эстетики Igor (2019) и Flower Boy (2017) в пользу более жёстких инструменталов и «сырых» рифм, вдохновлённых серией микстейпов DJ Drama Gangsta Grillz, а также старыми работами самого Тайлера. Жанр пластинки варьируется от хип-хопа до регги. На обложке показано удостоверение личности персонажа альбома по имени «Тайлер Бодлер», чьё имя было вдохновлено французским поэтом Шарлем Бодлером.
Call Me If You Get Lost был поддержан двумя синглами: «Lumberjack» и «WusYaName». Работа получила широкое признание от критиков. Пластинка вошла в десятку лучших альбомов 2021 года по версии нескольких изданий. Call Me If You Get Lost дебютировал под номером один в американском чарте Billboard 200, став второй пластинкой рэпера, занявшей первое место в США. Альбом был признан лучшим рэп-альбомом на церемонии премии «Грэмми» 2022 года.
31 марта 2023 года вышло делюкс-издание под названием The Estate Sale, поддержанное синглами «Dogtooth» и «Sorry Not Sorry».

## Концепция
На обложке изображено удостоверение личности персонажа альбома по имени Тайлер Бодлер. Тайлер назвал его в честь французского поэта Шарля Бодлера. По словам Мэтью Исмаэля Руиса из Pitchfork, «Бодлер является отражением вновь обрётенной светской жизни Тайлера и его неспособности использовать эту утончённость в отношении своей мечты». Самая известная работа Шарля Бодлера «Цветы зла» (фр. Les Fleurs du mal) 1857 года была «изначально запрещена за излишнюю откровенность, а сам поэт был привлечён к ответственности за непристойность», подобно эволюции Тайлера из «злобного подростка, извергающего грязь ради шока, в чувствительного любовника». Люк Морган Бриттон из NME также сравнил Шарля и Тайлера, заявив, что они оба «зациклены на борьбе между романтикой и реализмом, роскошью и любовью, красотой и смертью, талантами и противоречиями».
Изначально, когда Тайлер представил обложку Call Me If You Get Lost, общественность посчитала её за отсылку на альбом Return to the 36 Chambers: The Dirty Version (1995) рэпера Ol’ Dirty Bastard, однако, самом деле, исполнитель черпал вдохновение из «старых паспортов и проездных билетов начала 1900-х годов».

## Музыка и тексты
Альбом знаменует собой возвращение исполнителя к рэпу после поп-звучания предыдущих альбомов Igor и Flower Boy, хотя издание Pitchfork отмечает, что Тайлер всё также «находится в нескольких световых годах от [агрессивного] звучания своих первых записей». Журнал Our Culture Mag считает, что настроение Call Me If You Get Lost такое же «чудесно ностальгическое», как и на Flower Boy. Ройзин О’Коннор из The Independent сказал, что «постановка альбома такая же гладкая, как и в Igor, хотя здесь меньше сквозной линии». Он отмечает, что новая пластинка больше полагается на саму музыку, а не на сюжет. В то время как Call Me If You Get Lost имеет очень специфическое повествование, лежащее в основе лирики, инструментальная часть сочетает в себе элементы каждого этапа карьеры Тайлера. В Consequence отметили, что во второй половине альбома текст становится более самоосознанным, романтичным. Крейг Дженкинс из Vulture также расценил пластинку как возвращение к «непослушному, наплевательскому стилю раннего Тайлера» с элементами нового звучания, как отход от «более лёгкой и душевной эстетики Igor в пользу дерзких битов и грубых рифм… Несколько напоминающих микстейпы Gangsta Grillz' конца нулевых и начала 2010-х». На Call Me If You Get Lost повлияли такие хип-хоп-альбомы как The Marshall Mathers LP (2000) Эминема и Tha Carter III (2008) Лила Уэйна. Stereogum считает, что «абсолютная грандиозность» альбома — «сложная кинематографическая постановка, безумный состав приглашённых исполнителей» — напоминает раннюю музыку Канье Уэста. На многих треках сэмплируются различные хип-хоп-треки 1990-х годов.
Люк Морган Бриттон из NME назвал Call Me If You Get Lost «всеобъемлющей кульминацией постоянно меняющегося звучания Тайлера, показывающей, что рост не всегда линеен и что артисты могут быть разными», а также отметил, что пластинка укрепляет позицию рэпера как «таланта поколения, в прекрасной форме продолжающего раздвигать границы своего видения и калейдоскопического звука». Алексис Петридис из The Guardian назвал стилистические изменения альбома «неожиданными и чрезвычайно впечатляющими, продуктом исполнителя с эклектичными вкусами и нежеланием создавать музыку, которая соответствует преобладающим тенденциям». Петридис подчеркнул, что в альбоме помимо хип-хопа можно услышать жанры синти-поп, соул, регги и джаз. Людовик Хантер-Тилни из Financial Times назвал продюсирование альбома «многослойной и донкихотской», отмечая переход инструментальной части «Lemonhead» «от мощных ударных до лёгкой для прослушивания босса-новы».

## Выпуск и продвижение
9 июня 2021 года в Лос-Анджелесе появился рекламный щит, который гласил: «Позвони мне, если ты потерялся» (англ. Call Me If You Get Lost), на нём был номер телефона «1 (855) 444-8888», при звонке на который воспроизводился разговор между Тайлером и его матерью. Вскоре после этого поклонники обнаружили веб-сайт, где также можно было прослушать диалог, позже изменившийся на фрагмент трека «Rise!». 15 июня Тайлер опубликовал в Твиттере номер телефона, который неделей ранее был замечен на рекламных щитах, подтвердив свою причастность к ним.
14 июня 2021 года Тайлер анонсировал альбом в коротком видео под названием «Side Street», в нём Тайлер держит собаку и целуется с женщиной. Рэпер сам снял видео под альтер-эго Wolf Haley. Ближе к концу видео появляется Taco Bennett из группы Odd Future.
16 июня 2021 года в 12 часов по восточному времени Тайлер выпустил песню под названием «Lumberjack», которая сопровождалась коротким музыкальным видео. Сингл сэмплирует трек «2 Cups of Blood» Gravediggaz и возвращает хардкорный стиль рэпера, от которого он дистанцировался в пользу более мелодичного звучания в его альбомах Flower Boy (2017) и Igor (2019). На следующий день, 17 июня, Тайлер официально объявил название пластинки и дату выпуска.
22 июня рэпер выпустил второй сингл «WusYaName» при участии YoungBoy Never Broke Again. В песне используются элементы R&B 90-х годов, она семплирует «Back Seat (Wit No Sheets)» группы H-Town и, в отличие от «Lumberjack», очень похожа на его два предыдущих альбома. 23 июня 2021 года вышел ещё один тизер к альбому в виде комедийного скетча, срежиссированного самим Тайлером под альтер-эго «Коричневый сахарный лосось» (англ. Brown Sugar Salmon). В нём едущий в поезде сэр Бодлер безуспешно пытается заказать еду.
После выхода альбома 25 июня 2021 года было выпущено видео на трек «Juggernaut». Хотя в нём имеются гостевые куплеты от Lil Uzi Vert и Фаррелла Уильямса, в видео появляется только сам Тайлер. 29 июня 2021 года вышел клип на «Corso». В видео Тайлер выступает на дне рождения в компании DJ Drama. 8 июля 2021 года Тайлер выпустил визуальное сопровождение к треку «Lemonhead». В нём отсутствует гостевой куплет от 42 Dugg.

### Тур
3 августа 2021 года Тайлер анонсировал тур Call Me If You Get Lost, который начался 8 февраля 2022 года в Финиксе и завершился 3 августа того же года в Мельбурне. Североамериканский этап с 35 концертами был поддержан Кали Учис, Vince Staples и Teezo Touchdown. Выступление в Лос-Анджелесе на Crypto.com-арене 31 марта 2022 года транслировалось в прямом эфире на Prime Video и Twitch.

### The Estate Sale
27 марта 2023 года Тайлер анонсировал делюкс-издание под названием Call Me If You Get Lost: The Estate Sale, в который вошли песни, записанные для альбома, но так и не вошедшие в финальный список композиций. Тайлер заявил, что для Call Me If You Get Lost было записано наибольшее количество песен, которые не вошли в окончательную версию, в сравнении с предыдущими пластинками. В тот же день вышел сингл «Dogtooth». 29 марта 2023 года выпущен ещё один трек «Sorry Not Sorry». The Estate Sale вышла 31 марта 2023 года вместе с видеоклипом на песню «Wharf Talk» при участии A$AP Rocky.

## Отзывы
| Совокупная оценка | Совокупная оценка |
| Источник          | Оценка            |
| ----------------- | ----------------- |
| AnyDecentMusic?   | 8.4/10            |
| Metacritic        | 88/100            |
| Оценки критиков   |                   |
| Источник          | Оценка            |
| AllMusic          | [ 40 ]            |
| Clash             | 8/10              |
| Evening Standard  | [ 42 ]            |
| Exclaim!          | 9/10              |
| Financial Times   | [ 11 ]            |
| The Guardian      | [ 10 ]            |
| The Independent   | [ 6 ]             |
| NME               | [ 3 ]             |
| Pitchfork         | 8.4/10            |
| Rolling Stone     | [ 45 ]            |

Call Me If You Get Lost получил крайне положительные оценки от критиков. На сайте-агрегаторе Metacritic альбом имеет среднюю оценку в 88 баллов на основе 20 обзоров. На агрегаторе AnyDecentMusic? среднее значение пластинки составляет 8,4 балла.
В The Independent назвали пластинку «апофеозом всех прошлых работ Тайлера». Рецензент также отметил плавные переходы между треками. Журнал Clash похвалил Тайлера за «нежелание быть запертым в каком-либо установленном звуке или жанре» и в особенности отметил треки «Sweet / I Thought You Wanted to Dance» и «Wilshire». Дэвид Смит из Evening Standard упомянул о разнообразном звучании альбома: «Музыка Тайлера как никогда увлекательна». Алексис Петридис из The Guardian написал, что всплески «калейдоскопического синти-попа, соул-баллады и джаза захлестывают» слушателя, заявив, что альбому «может потребоваться много времени, чтобы полностью раскрыться, но его качество явно не ухудшится от этого». В The Line of Best Fit сказали: «Время точно покажет, какое место этот альбом займёт в дискографии Tyler, The Creator, но Call Me If You Get Lost — ещё одна памятная запись самого Вулфа Хейли [альтер-эго Тайлера], которая ещё больше укрепит его статус как одного из лучших исполнителей своего поколения». Люку Моргану Бриттону из NME альбом понравился, он высказался: «Икноборец противостоит культуре отмены, своему противоречивому прошлому и идее личностного роста в калейдоскопической записи, подтверждающей его величие». Издание Exclaim! отмечает, что «Тайлер представил проект, который ещё раз раздвигает границы его музыки, одновременно являясь кульминацией всего, что он сделал до сих пор. Это ещё одно впечатляющее выступление исполнителя, чьё правление, похоже, не прекратится в ближайшее время».
Софи Линдевалл из Gigwise резюмировала: «В своём шестом студийном альбоме Call Me If You Get Lost Тайлер снова всё переворачивает с ног на голову, в результате чего на данный момент это одна из самых динамичных и интересных записей в его дискографии». Журнал Paste отметил, что главным достижением пластинки является «то, как она резко напоминает каждому слушателю, что ранние записи в дискографии артиста не были забыты». Дэвид Кроун из Allmusic заявил, что «музыка Тайлера всегда представляла собой лоскутное одеяло, каждый раз увеличивающее палитру, и CMIYGL является его самой комплексной работой на сегодняшний день».

### Рейтинги
| Издание              | Список                                         | Место | Примечания |
| -------------------- | ---------------------------------------------- | ----- | ---------- |
| Billboard            | Топ-50 лучших альбомов 2021                    | 2     | [ 49 ]     |
| Complex              | Лучшие альбомы 2021                            | 1     | [ 50 ]     |
| Entertainment Weekly | 10 лучших (и 3 худших) альбомов 2021           | 4     | [ 51 ]     |
| Exclaim!             | 50 лучших альбомов 2021                        | 4     | [ 52 ]     |
| The Guardian         | 50 лучших альбомов 2021                        | 5     | [ 53 ]     |
| The New York Times   | Лучшие альбомы 2021 по версии Джона Парелеса   | 10    | [ 54 ]     |
| The New York Times   | Лучшие альбомы 2021 по версии Джона Караманики | 8     | [ 54 ]     |
| The New York Times   | Лучшие альбомы 2021 по версии Линдси Золадс    | 2     | [ 54 ]     |
| NME                  | 50 лучших альбомов 2021                        | 5     | [ 55 ]     |
| Paste                | 50 лучших альбомов 2021                        | 6     | [ 56 ]     |
| Pitchfork            | 50 лучших альбомов 2021                        | 3     | [ 57 ]     |
| Rolling Stone        | 50 лучших альбомов 2021                        | 4     | [ 58 ]     |
| Rolling Stone        | 20 лучших хип-хоп-альбомов 2021                | 3     | [ 59 ]     |
| Rolling Stone        | 200 величайших хип-хоп-альбомов всех времён    | 46    | [ 60 ]     |

### Награды и номинации
| Церемония          | Год  | Категория         | Результат | Примечания |
| ------------------ | ---- | ----------------- | --------- | ---------- |
| BET Hip Hop Awards | 2021 | Альбом года       | Победа    | [ 61 ]     |
| BET Awards         | 2022 | Альбом года       | Номинация | [ 62 ]     |
| «Грэмми»           | 2022 | Лучший рэп-альбом | Победа    | [ 63 ]     |

## Коммерческий успех
Call Me If You Get Lost дебютировал под номером один в американском чарте Billboard 200, заработав 169 000 единиц, эквивалентных альбому (включая 55 000 чистых продаж) за первую неделю. Он стал вторым альбомом Тайлера, лидирующем в США. Пластинка провела две недели подряд на первом месте, ещё раз возглавив чарт на второй неделе апреля 2022 года после выпуска версии на виниле. Во время той недели было продано 49 000 копий, это самые большие показатели недельных продаж винила среди хип-хоп альбомов. 22 февраля 2022 года альбом получил золотую сертификацию от Американской ассоциации звукозаписывающих компаний (RIAA). 23 апреля 2023 года пластинка была признана платиновой за продажи в размере более одного миллиона экземпляров в США. Call Me If You Get Lost — первый и единственный альбом, занявший первое место в чарте Top R&B/Hip-Hop Albums в три разных года. Первый раз он возглавил его в июле 2021 года во время выпуска, затем в апреле 2022 года на фоне выпуска версии на виниле, а после в апреле 2023 года в связи с выходом The Estate Sale.
Тринадцать песен из альбома попали в Billboard Hot 100, а «WusYaName» заняла 14 место в нём.

## Список композиций
Все песни были написаны и спродюсированы Tyler, the Creator, кроме указанных.
| №                   | Название                                                                       | Продюсер(ы)         | Длительность |
| ------------------- | ------------------------------------------------------------------------------ | ------------------- | ------------ |
| 1.                  | «Sir Baudelaire» (при участии DJ Drama)                                        |                     | 1:28         |
| 2.                  | «Corso»                                                                        |                     | 2:26         |
| 3.                  | «Lemonhead» (при участии 42 Dugg)                                              |                     | 2:10         |
| 4.                  | «WusYaName» (при участии YoungBoy Never Broke Again и Ty Dolla Sign)           |                     | 2:01         |
| 5.                  | «Lumberjack»                                                                   | Оконма Prince Paul  | 2:18         |
| 6.                  | «Hot Wind Blows» (при участии Лила Уэйна)                                      |                     | 2:35         |
| 7.                  | «Massa»                                                                        |                     | 3:43         |
| 8.                  | «RunItUp» (при участии Teezo Touchdown)                                        |                     | 3:49         |
| 9.                  | «Manifesto» (при участии Domo Genesis)                                         |                     | 2:55         |
| 10.                 | «Sweet / I Thought You Wanted to Dance» (при участии Brent Faiyaz и Fana Hues) |                     | 9:48         |
| 11.                 | «Momma Talk»                                                                   |                     | 1:10         |
| 12.                 | «Rise!» (Daisy World)                                                          | Оконма Jamie xx     | 3:23         |
| 13.                 | «Blessed»                                                                      |                     | 0:57         |
| 14.                 | «Juggernaut» (при участии Lil Uzi Vert и Фаррелла Уильямса)                    |                     | 2:26         |
| 15.                 | «Wilshire»                                                                     |                     | 8:35         |
| 16.                 | «Safari»                                                                       | Оконма Jay Versace  | 2:57         |
| Общая длительность: | Общая длительность:                                                            | Общая длительность: | 52:41        |

| №   | Название   | Длительность |
| --- | ---------- | ------------ |
| 16. | «Fishtail» | 3:25         |

| №                   | Название                                             | Автор(ы)            | Продюсер(ы)         | Длительность |
| ------------------- | ---------------------------------------------------- | ------------------- | ------------------- | ------------ |
| 17.                 | «Everything Must Go»                                 |                     |                     | 0:28         |
| 18.                 | «Stuntman» (при участии Vince Staples)               |                     |                     | 3:20         |
| 19.                 | «What a Day»                                         |                     | Madlib              | 3:37         |
| 20.                 | «Wharf Talk» (при участии ASAP Rocky)                | Okonma Rakim Mayers |                     | 3:24         |
| 21.                 | «Dogtooth»                                           |                     |                     | 2:41         |
| 22.                 | «Heaven to Me»                                       |                     |                     | 3:51         |
| 23.                 | «Boyfriend, Girlfriend (2020 Demo)» (при участии YG) |                     |                     | 3:24         |
| 24.                 | «Sorry Not Sorry»                                    |                     |                     | 3:26         |
| Общая длительность: | Общая длительность:                                  | Общая длительность: | Общая длительность: | 1:17:02      |

Примечания
- Все песни стилизованы под маюскул
- Содержит неуказанный вокал от Фрэнка Оушена на треке «Lemonhead»

Сэмплы
- «Sir Baudelaire» содержит вырезки из «Siesta», написанной и исполненной Билли Кобэмом, а также семпл «Michael Irvin», исполненный Westside Gunn[69]
- «Corso» содержит вырезки из «Oriental Workload», написанной и исполненной Джеймсом Ашером
- «WusYaName» содержит семпл «Back Seat (Wit No Sheets)», исполненной H-Town
- «Lumberjack» содержит вырезки из «Inner Crisis», написанной и исполненной Ларри Уиллис, а также «Hihache», исполненной Lafayette Afro Rock Band[англ.]; семплирует «2 Cups of Blood», исполненной Gravediggaz
- «Hot Wind Blows» содержит вырезки из «Slow Hot Wind», исполненной Пенни Гудвин
- «Massa» содержит вырезки из «If It’s in You to do Wrong», исполненной The Impressions
- «Manifesto» содержит семпл «I’m Gonna Love You Just a Little More Babe», исполненной Джимми Смитом
- «Sweet / I Thought You Wanted to Dance» содержит вырезки из «Is Anyone There?», исполненной Hookfoot, и «Baby My Love», исполненной The In Crowd и Джа Стичем
- «Safari» содержит вырезки из «Farewell My Love», исполненной Ebony Expressions
- «Fishtail» содержит вырезки из «Lessie», исполненной Westside Gunn
- «What a Day» содержит вырезки из «A Day in the Park», исполненной Михалом Урбаняком
- «Heaven to Me» содержит вырезки из «Heaven», исполненной Джоном Леджендом
- «Boyfriend, Girlfriend (2020 Demo)» содержит вырезки из «Happy Feeling», написанной и исполненной Сесил Лайд
- «Sorry Not Sorry» содержит вырезки из «He Made You Mine», исполненной Brighter Side of Darkness

## Участники записи
Согласно примечанию к альбому.

### Исполнители
- Фабиан Чавес — флейта (1, 6, 7, 11, 16)
- Девон «Jasper» Уилсон[англ.] — дополнительный вокал (2)
- Лайонел Бойс — дополнительный вокал (2, 5)
- Вик Вайнштейн — дополнительный вокал (2)
- Domo Genesis[англ.] — дополнительный вокал (5)
- Трэвис «Taco» Беннетт — дополнительный вокал (5)
- DJ Drama[англ.] — хостинг (все треки)

### Продюсеры и инженеры
- Tyler, the Creator — производство (все треки), запись (1-5, 7-8, 12-13, 16), исполнительное продюсирование
- Jamie xx — продюсирование (12)
- Джей Версаче[англ.] — продюсирование (16)
- Madlib — продюсирование (19)
- Вик Вайнштейн — запись (2-9, 12-16)
- Джейсон Голдберг — запись (4)
- Майк Ларсон — запись (14)
- Грегори Скотт — ассистент (2, 15)
- Бен Флетчер — помощь (3-5)
- Бобби Мота — помощь (4, 9)
- Джонатан Пфарр — ассистент (4, 9)
- Джош Селлерс — помощь (6)
- Роберт Н. Джонсон — ассистент (7, 16)
- Сэм Мортон — помощь (12)
- Нил Х. Пог[англ.] — сведение
- Закари Акоста — помощь в микшировании
- Майк Боззи[англ.] — мастеринг

### Обложка
- Даррен Вонгпхакди — арт-директор
- Вулф Хейли — арт-директор
- Луис «Panch» Перес — фотография на обложке

## Чарты
| Чарт (2021)                          | Высшая позиция |
| ------------------------------------ | -------------- |
| Австралия (ARIA)                     | 2              |
| Бельгия/Фландрия (Ultratop)          | 5              |
| Бельгия/Валлония (Ultratop)          | 8              |
| Нидерланды (Album Top 100)           | 4              |
| Германия (Offizielle Top 100)        | 18             |
| Ирландия (Irish Albums Chart)        | 3              |
| Италия (FIMI)                        | 32             |
| Литва (AGATA)                        | 3              |
| Новая Зеландия (RMNZ)                | 2              |
| Норвегия (VG-lista)                  | 4              |
| Швеция (Sverigetopplistan)           | 10             |
| Великобритания (UK Albums Chart)     | 4              |
| Великобритания (UK R&B Albums Chart) | 4              |
| США (Billboard 200)                  | 1              |

## Сертификации
| Регион                                                                      | Сертификация | Продажи   |
| --------------------------------------------------------------------------- | ------------ | --------- |
| Канада (Music Canada)                                                       | Золотой      | 40 000    |
| Новая Зеландия (RMNZ)                                                       | Золотой      | 7500      |
| Великобритания (BPI)                                                        | Серебряный   | 60 000    |
| США (RIAA)                                                                  | Платиновый   | 1 000 000 |
| Данные о продажах + прослушиваниях приведены только на основе сертификации. |              |           |